# Christoph Florentius Kött

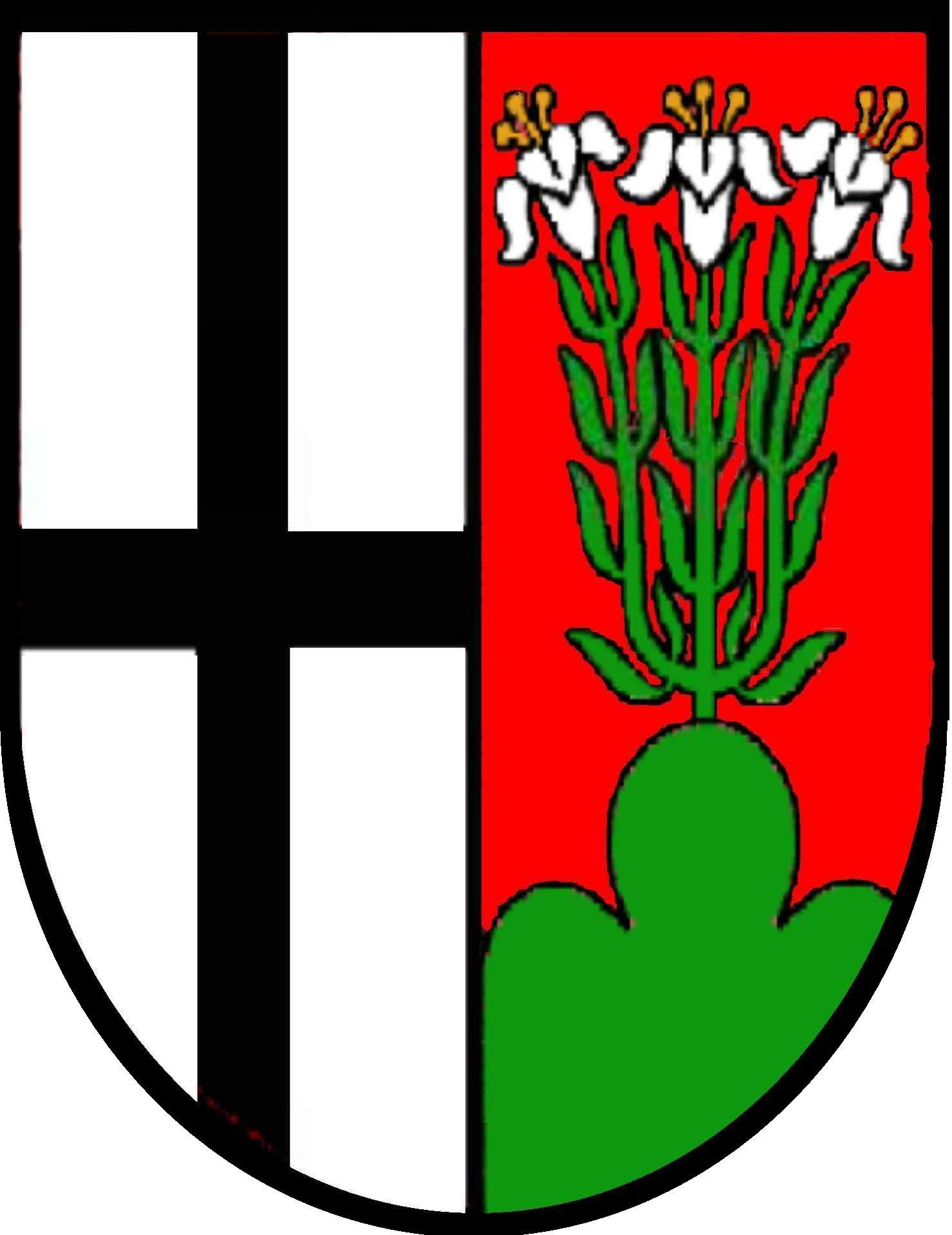
Wappen des Bischofs von Fulda 1849–1873

Christoph Florentius Kött (* 7. November 1801 in St. Martin; † 17. Oktober 1873 in Fulda) war von 1848 bis 1873 Bischof des Bistums Fulda.

## Leben
Kött empfing am 18. Dezember 1824 die Priesterweihe. Am 29. März 1848 wurde er zum Bischof von Fulda ernannt, im Amt bestätigt wurde er am 11. Dezember 1848. Schließlich spendete ihm am 1. Mai 1849 Hermann von Vicari, Erzbischof von Freiburg im Breisgau, die Bischofsweihe. 
Ab 1871 macht sich der Kulturkampf auch in Bistum bemerkbar. Das erste Strafverfahren nach dem Erlass der Maigesetze wurde gegen den Fuldaer Bischof eingeleitet. Während seiner Amtszeit weihte Bischof Kött den späteren Bischof Adalbert Endert, nämlich am 6. April 1873, zum Priester. Kött gründete das Knabenseminar neu, welches nun zusammen mit dem Priesterseminar im ehemaligen Konventsgebäude untergebracht war. Er widersetzte sich 1873 Gesetzen, die eine massive staatliche Einflussnahme auf den Seminarbetrieb zuließen, worauf er verhaftet wurde.
Am 17. Oktober 1873, kurz nach seiner Verhaftung, starb Kött in Fulda. Die Auseinandersetzungen führten zur Aufhebung des Knaben- (1873) und des Priesterseminars (Dezember 1874). Nach Kötts Tod blieb das Bischofsamt in Fulda jahrelang unbesetzt.